# America (Plastik)

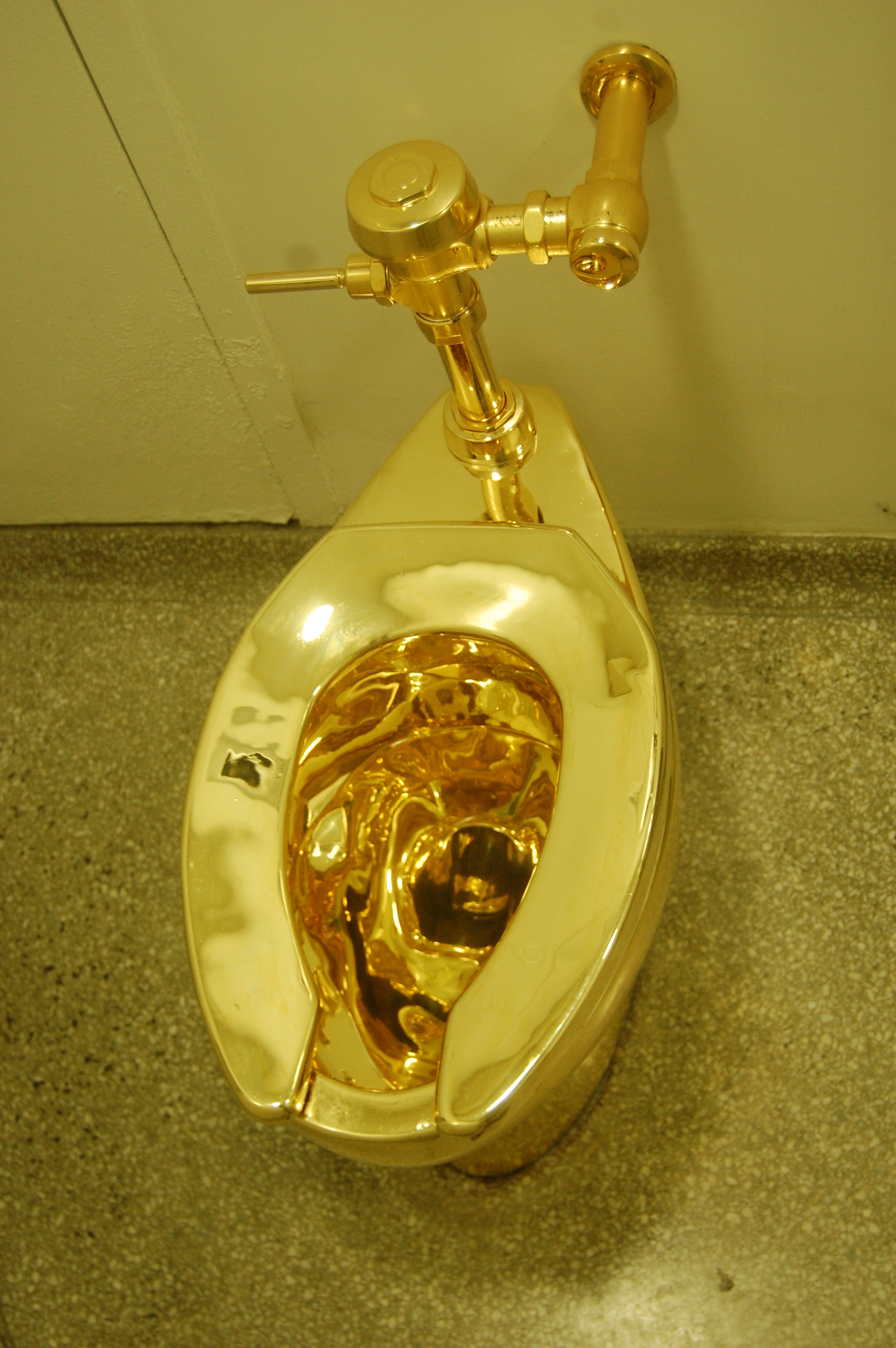
America (2016)

America ist eine Plastik des italienischen Künstlers Maurizio Cattelan. Sie ist aus 18-karätigem Gold gefertigt und eine voll funktionsfähige Tiefspültoilette US-amerikanischer Bauart. Sie war in den Jahren 2016/2017 für fast ein Jahr als Langzeit-Performance in einem Toilettenraum des Solomon R. Guggenheim Museum in New York City ausgestellt. Sie konnte von Besuchern betrachtet und benutzt werden.
Die Plastik wurde am frühen Morgen des 14. September 2019 aus dem Blenheim Palace im Vereinigten Königreich gestohlen. 
Dort war sie in einer historischen Toilette neben dem Geburtszimmer Winston Churchills eingebaut und seit dem 12. September 2019 als Teil einer umfassenden Cattelan-Ausstellung präsentiert und genutzt worden.

## Geschichte
Anlässlich einer Kunstausstellung zu Cattelans Gesamtwerk im Solomon R. Guggenheim Museum 2011/2012 hatte der Cattelan (damals 51 Jahre alt) im Zenit seiner Karriere seinen Rückzug als Künstler für die Zeit nach Abschluss dieser Retrospektive angekündigt. 
Er gab seine künstlerische Inaktivität später auf und sagte dazu 2016 es sei „even more of a torture not to work than to work.“ (noch quälender, nicht zu arbeiten als zu arbeiten.)

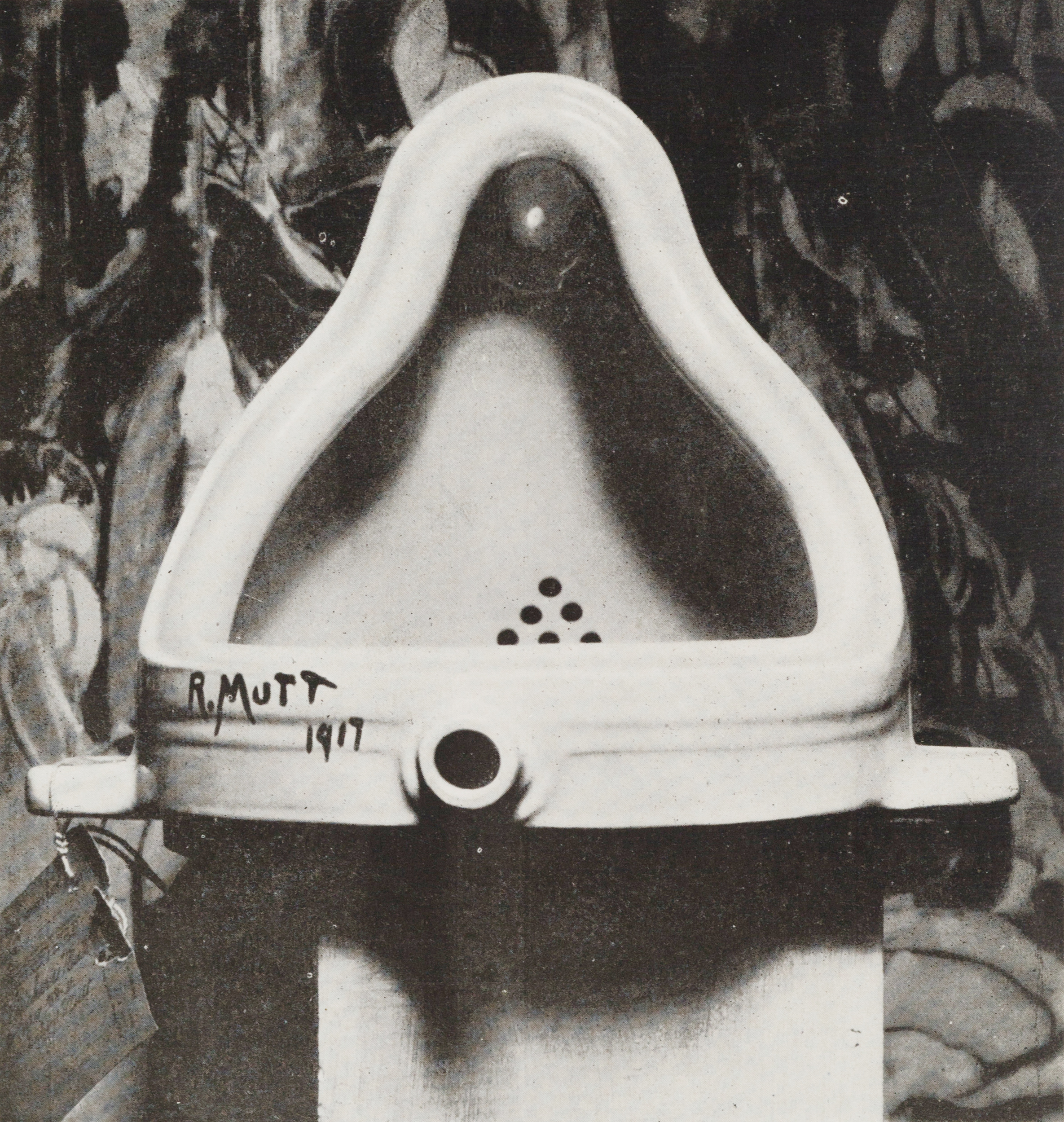
Marcel Duchamps Fountain (1917)

Sein erstes Werk nach diesem „Rücktritt vom Rücktritt“ war America, eine Plastik aus 18-karätigem Gold (damals geschätzter Materialwert: 1,4 bis 2,5 Mill. US$), die er Mitte 2015 eigens für das Solomon R. Guggenheim Museum als benutzbare Toilette konzipiert hatte. America wurde 2016 fertiggestellt und im September 2016 im 5. Geschoss des Museumsgebäudes als getreue Replik eines vorher dort montierten Klos in einem vorhandenen Toilettenraum installiert. Cattelan, seit 1992 in den USA lebend, nannte America eine Referenz an Marcel Duchamps Fountain und „100 percent art for the 99 percent“ (100 Prozent Kunst für die 99 Prozent). Er sagte: „Whatever you eat, a two-hundred-dollar lunch or a two-dollar hot dog, the results are the same, toilet-wise.“ (Egal was du isst, eine Zweihundert-Dollar-Mahlzeit oder eine Zwei-Dollar-Wurst, das Resultat ist dasselbe, aus der Sicht der Toilette.)

## Rezeption
Der erste Benutzer war der Künstler Rirkrit Tiravanija. Zur Besichtigung und Benutzung des Objekts bildeten sich bald Warteschlangen; Besucher konnten den Raum einzeln betreten und eine Sicherheitsperson vor der Tür sorgte dafür, dass keine Taschen mit hineingenommen wurden.
Das Museum setzte die Installation America in einer Presseerklärung in Beziehung zur Karriere von Donald Trump, der sich unter dem Slogan Make America Great Again damals im Wahlkampf befand, und schrieb: „The aesthetics of this ‚throne‘ recall nothing so much as the gilded excess of Trump’s real-estate ventures and private residences.“ (Die Ästhetik dieses „Throns“ erinnert an nichts Geringeres als an die vergoldeten Auswüchse in Trumps Immobilienprojekten und Privatwohnungen.)

## „Goldene Toilette“ im Weißen Haus
Im Jahr 2018 wurde bekannt, dass eine Kuratorin im Auftrag des Executive Office of the President of the United States das Solomon R. Guggenheim Museum um ein Gemälde des Malers Vincent van Gogh als Leihgabe gebeten hatte, woraufhin sie verbunden mit einer Absage das schriftliche Angebot des Museums erhielt, das Objekt America im Weißen Haus zu installieren.
Im Juni 2017 hatte der Kabarettist Trevor Noah in einer dreitägigen Ausstellung unter dem Titel Donald J. Trump Presidential Twitter Library einen Bezug zwischen Trump und einer „goldenen“ Toilette in einem nachgebauten Oval Office hergestellt. Eine „goldene“ Toilette wurde dort als mutmaßlicher Arbeitsplatz des „Commander-in-Tweet“ präsentiert.

## Ausstellung und Diebstahl im Blenheim Palace
Im September 2019 wurde America im Blenheim Palace, einem der größten und bekanntesten Schlösser Englands, installiert. Dort war das Objekt als Teil der vom 12. September bis zum 27. Oktober laufenden Werkausstellung Cattelans namens Victory Is Not an Option ausgestellt. Die Ausstellung präsentierte auch Cattelans Betenden Hitler und Papst Johannes Paul II., von einem Meteoriten getroffen. Der Aufbau Americas erfolgte in einem holzgetäfelten kleinen WC neben dem Geburtszimmer von Winston Churchill, dem Begründer der Special Relationship zwischen den Vereinigten Staaten von Amerika und dem Vereinigten Königreich. Von den Besuchern konnte das WC für jeweils drei Minuten benutzt werden.
Am frühen Morgen des 14. September wurde America bei einem Einbruch von Dieben gestohlen, die bei ihrem Einsatz mehrere Fahrzeuge benutzten. Dabei kam es zu erheblichen Schäden durch das Herausbrechen der Installation und den dadurch verursachten Wasseraustritt. Ein 66-jähriger Tatverdächtiger wurde festgenommen, die Beute ist noch nicht gefunden. Es besteht die Befürchtung, dass America eingeschmolzen werden könnte. Ein Sprecher der Blenheim Art Foundation teilte mit, dass das Objekt nach nationalen Standards gesichert gewesen und gegen Diebstahl versichert sei. Der Museumsleiter des Blenheim Palace meinte, dass die Einbeziehung des Objekts in die Ausstellung das damit verbundene Risiko gerechtfertigt habe und dass es durch den Kunstraub „unsterblich“ werden könnte. Ferner gab er der Hoffnung Ausdruck, dass America wiederentdeckt werden könnte.